# Sophie Bridger
Pour les articles homonymes, voir Bridger.
Pas d'image ? Cliquez ici

a Compétitions nationales et continentales officielles uniquement.

b Matchs officiels uniquement.
Dernière mise à jour le 9 octobre 2023.
Sophie Bridger, née le 26 juin 2000 à Wincanton dans le Somerset (Angleterre), est une joueuse internationale anglaise de rugby à XV. Elle joue aux postes de centre et de demi d'ouverture pour le club des Saracens dans la Premiership Women's Rugby.

## Biographie
Ayant grandi à Wincanton dans le Somerset, Bridger commence à jouer au rugby très jeune avec ses trois frères aînés. Elle déménage dans le Gloucestershire à l'âge de 15 ans. À l'université, elle obtient un bachelor et une maîtrise en sciences de l'exercice et du sport.
Elle joue entre 2018 et 2022 pour l'université Hartpury dans la ligue de rugby universitaire au Royaume-Uni. Elle rate deux saisons en raison d'une blessure, mais à son retour, elle est nommée capitaine, sous la tutelle de son entraîneuse et future coéquipière, la demi de mêlée de Natasha Hunt.
Après avoir obtenu son diplôme universitaire, Bridger signe au club de Gloucester-Hartpury pour la saison 2022-2023. Cette première saison est couronnée par le titre du Premier 15, acquis lors d'une victoire en finale contre les Exeter Chiefs le 24 juin 2023.
Elle rejoint l'équipe des Saracens avant le début de la saison 2023-2024,.
Bridger reçoit sa première convocation en équipe d'Angleterre pour la préparation du Tournoi des Six Nations 2023, mais elle ne joue aucun match.  Elle fait ses débuts internationaux le 30 septembre 2023, contre le Canada. Le mois suivant, elle est au nombre des trente joueuses qui partent en Nouvelle-Zélande participer pour l'Angleterre au WXV 2023.